# Айкнер, Билли
Би́лли А́йкнер (англ. Billy Eichner; род. 18 сентября 1978, Нью-Йорк, США) — американский комик, актёр и сценарист. Наиболее известен как создатель и ведущий игрового шоу «Billy on the Street», а также по ролям в сериалах «Парки и зоны отдыха» и «Американская история ужасов».

## Ранние годы
Айкнер родился в еврейской семье. Он окончил среднюю школу Стайвесант в 1996 и Северо-Западный университет в 2000 году. Актёр Робин Лорд Тейлор был его соседом по комнате в университете.

## Карьера
Будучи ребёнком, Айкнер снимался в рекламных роликах. В возрасте 12 лет появился на передаче «Saturday Night Live», где исполнил роль сына актёра Джона Гудмена. Прежде чем начать комедийную карьеру, выступал в офф-Бродвейском театре.
Айкнер получил известность в качестве ведущего и сценариста «Creation Nation: A Live Talk Show», хорошо принятого критиками сценического шоу. Он появился в качестве специального корреспондента в оригинальных короткометражных видео на шоу «Конан» ведущего Конана О’Брайена, а также в роли самого себя в передачах «Смотри, что случилось в прямом эфире» с Энди Коэном, «Последний звонок с Карсоном Дэйли», «Шоу Венди Уильямс» и «Модный контроль» с Джоан Риверз.
Он озвучил библиотекаря мистер Эмброуза в нескольких эпизодах мультсериала «Закусочная Боба». Айкнер — бывший член нью-йоркского импровизационного театра «Upright Citizens Brigade Theatre».
Начиная с 2011 года, Айкнер выступает в качестве создателя, ведущего и исполнительного продюсера комедийного игрового шоу «Billy on the Street», за которое в 2013 году был номинирован на дневную премию «Эмми» в категории «Выдающийся ведущий игрового шоу». В 2017 году программа была номинирована на премию «Эмми» в категории «Лучшее скетчевое варьете».
В 2013 году Айкнер в качестве приглашённой звезды появился в шестом сезоне сериала «Парки и зоны отдыха», а с седьмого сезона вошёл в основной актёрский состав шоу.
В настоящий момент Айкнер вместе с Джули Клауснер исполняет одну из главных ролей в оригинальном сериале сервиса «Сложные люди» от «hulu», исполнительным продюсером которого является актриса и комедиантка Эми Полер. Премьера шоу состоялась 5 августа 2015 года. В 2016 году он появился в фильме «Соседи. На тропе войны 2».
В марте 2017 года было объявлено, что Айкнер с повторяющейся ролью появится в седьмом сезоне сериала «Американская история ужасов». В апреле 2017 стало известно, что он озвучит Тимона в ремейке мультфильма «Король Лев».

## Личная жизнь
Айкнер — открытый гей.

## Фильмография

### Кино
| Год  | Русское название         | Оригинальное название              | Роль                          | Примечания             |
| ---- | ------------------------ | ---------------------------------- | ----------------------------- | ---------------------- |
| 2008 | Однажды в Вегасе         | What Happens in Vegas              | солист группы                 |                        |
| 2010 |                          | The Charlie Sheen Is Too Damn High | Тимми МакМиллан               | Короткометражный фильм |
| 2013 |                          | Glitter and Ribs                   | Тейлор Свифт                  | Короткометражный фильм |
| 2014 | Пингвины Мадагаскара     | Penguins of Madagascar             | репортёр (озвучка)            |                        |
| 2015 | Любовь без обязательств  | Sleeping with Other People         | член SLAA                     |                        |
| 2016 | Соседи. На тропе войны 2 | Neighbors 2: Sorority Rising       | Оливер Студебекер             |                        |
| 2016 | Angry Birds в кино       | The Angry Birds Movie              | Свин-повар / Филлип (озвучка) |                        |
| 2018 | Кандидат на убийство     | Most Likely to Murder              | Шпигель                       |                        |
| 2019 | Король Лев               | The Lion King                      | Тимон (озвучка)               |                        |
| 2019 | Ноэль                    | Nicole                             |                               |                        |
| 2022 | Дружки                   | Bros                               | Бобби                         |                        |

### Телевидение
| Год          | Название на русском                          | Название на английском            | Роль                       | Примечания                               |
| ------------ | -------------------------------------------- | --------------------------------- | -------------------------- | ---------------------------------------- |
| 2011 — н. в. |                                              | Billy on the Street               | он сам                     | 31 эпизод                                |
| 2013—2017    | Закусочная Боба                              | Bob’s Burgers                     | мистер Эмброуз (озвучка)   | 9 эпизодов                               |
| 2013—2015    | Парки и зоны отдыха                          | Parks and Recreation              | Крейг Миддлбрукс           | 17 эпизодов                              |
| 2014         | Миллеры в разводе                            | The Millers                       | Леон                       | Эпизод: «Movin' Out (Carol’s Song)»      |
| 2014         | Новенькая                                    | New Girl                          | Барри                      | Эпизод: «LAXmas»                         |
| 2015—2017    | Сложные люди                                 | Difficult People                  | Билли Эпштейн              | 28 эпизодов                              |
| 2016         | Несгибаемая Кимми Шмидт                      | Unbreakable Kimmy Schmidt         | он сам                     | Эпизод: «Kimmy Meets a Drunk Lady!»      |
| 2016         | Лак для волос                                | Hairspray Live!                   | Роб Баркер                 | Телевизионный фильм                      |
| 2017         | Друзья с колледжа                            | Friends from College              | доктор Феликс Форценхайм   | 5 эпизодов                               |
| 2017         | Американская история ужасов: Культ           | American Horror Story: Cult       | Харрисон Уилтон            | 6 эпизодов                               |
| 2017         | Американская история ужасов: Культ           | American Horror Story: Cult       | Текс Уотсон                | Эпизод: «Charles (Manson) in Charge»     |
| 2018         | Королевские гонки Ру Пола                    | RuPaul’s Drag Race                | он сам, приглашённый судья | Эпизод: «Cher: The Unauthorized Rusical» |
| 2018         | Американская история ужасов: Апокалипсис     | American Horror Story: Apocalypse | Брок / Матт Наттер         | 5 эпизодов                               |
| 2021         | Американская история преступлений: Импичмент | Impeachment: American Crime Story | Мэтт Драдж                 |                                          |

## Награды и номинации
| Год  | Ассоциация               | Категория                                              | Работа              | Результат |
| ---- | ------------------------ | ------------------------------------------------------ | ------------------- | --------- |
| 2013 | Дневная премия «Эмми»    | Лучший ведущий игрового шоу                            | Billy on the Street | Номинация |
| 2015 | Прайм-тайм премия «Эмми» | Лучшая короткоформатная развлекательная лайв-программа | Billy on the Street | Номинация |